# Johannes Baumgartner
Johannes Baumgartner (* 14. Oktober 1927 in Marburg, Deutsches Reich; † 23. Juni 2021 in Basel) war ein Schweizer Leichtathlet.

## Biografie
Johannes Baumgartner startete bei den Olympischen Spielen 1952 in Helsinki im Wettkampf über 800 m. Dort schied er im Vorlauf aus. Baumgartner, der für den RTV 1879 Basel startete, konnte sich auch für die Olympischen Spiele 1956 qualifizieren, jedoch boykottierte die Schweiz die Veranstaltung.
Beruflich war Baumgartner als Lehrer am Gymnasium am Münsterplatz in Basel tätig, wo er Griechisch und Latein unterrichtete.